# Thunderbird (Cassandra Wilson)
Thunderbird è un album della cantante jazz Cassandra Wilson pubblicato nel 2006 ed ha raggiunto la seconda posizione nella classifica Jazz Albums.

## Tracce
1. Go to Mexico – 04:14 (Wilson, Ciancia, Elizondo, Modeliste, Neville, Nocentelli, Porter Jr)
2. Closer to You  –  05:49 (Jacob Dylan)
3. Easy Rider – 07:03 (Traditional arrangiato da Wilson, Linden e Ciancia)
4. It would be so easy – 05:10 (Wilson, Ciancia, Elizondo, Piersante)
5. Red River Valley - 05:52 (Traditional arrangiato da Wilson, Linden)
6. Poet - 05:26   (Wilson, Ciancia)
7. I want be loved – 04:03  (Willie Dixon)
8. Lost – 03:34  (Joseph Henry Burnett)
9. Strike a Match – 04:47   (Joseph Henry Burnett, E.Coen)
10. Tarot – 03:51   (Wilson, Ciancia, Keltner)

## Formazione
- Cassandra Wilson – voce e chitarra acustica
- Colin Linden – chitarra
- Keb Mo  – chitarra
- Marc Ribot – chitarra
- Keefus Ciancia  – piano, tastiere e basso elettrico
- Mike Elizondo  – basso elettrico e acustico
- Reginald Veal  – basso elettrico e acustico
- Jay Bellerose  – percussioni
- Jim Keltner  – percussioni
- Bill Maxwell  – percussioni
- Mike Piersante  – percussioni
- Gregoire Maret  – armonica